# Marronus borbonicus
Marronus borbonicus är en skalbaggsart som beskrevs av Charles Coquerel 1866. Marronus borbonicus ingår i släktet Marronus och familjen Dynastidae. Inga underarter finns listade i Catalogue of Life.